# Xã Sciota, Quận McDonough, Illinois
Xã Sciota (: Sciota Township) là một xã thuộc quận McDonough, tiểu bang Illinois, Hoa Kỳ. Năm 2010, dân số của xã này là 539 người.